# Богуниці (округ Левіце)
Богуниці (словац. Bohunice) — село, громада округу Левіце, Нітранський край. Кадастрова площа громади — 12.83 км².
Населення 143 особи (станом на 31 грудня 2018 року).

## Історія
Богуниці згадується 1270 року.

## Населення
| Рік:            | 1994. | 2004.    | 2014.    | 2024.    |
| --------------- | ----- | -------- | -------- | -------- |
| Кількість осіб: | 174   | 153      | 133      | 159      |
| Різниця:        |       | -12,06 % | -13,07 % | +19,54 % |

| Рік:            | 2023. | 2024.   |
| --------------- | ----- | ------- |
| Кількість осіб: | 156   | 159     |
| Різниця:        |       | +1,92 % |